# Симфонический оркестр Словацкого радио
Симфонический оркестр Словацкого радио (словац. Symfonický orchester Slovenského rozhlasu) — словацкий симфонический оркестр, базирующийся в Братиславе. Основан в 1929 году как Симфонический оркестр Братиславского радио. В социалистической Чехословакии действовал как Симфонический оркестр Чехословацкого радио в Братиславе. Оркестр является подразделением Радио и телевидения Словакии.
У истоков создания оркестра стоял Оскар Недбал, руководивший с 1926 года музыкальным вещанием Братиславского радио, однако после его скорого самоубийства фактическим созданием оркестра занимался Франтишек Дик. В становление коллектива внёс также значительный вклад Александр Мойзес. 1990-е и 2000-е годы в истории оркестра ознаменовались обширной звукозаписывающей активностью.

## Руководители оркестра
- Оскар Недбал (1929—1930)
- Франтишек Дик (1930—1939)
- Корнел Шимпл (1939—1941)
- Франтишек Бабушек (1942—1943)
- Крешимир Баранович (1943—1946)
- Людовит Райтер (1946—1949)
- Рихард Тынский (1949—1954)
- Ладислав Словак (1955—1961)
- Вацлав Йирачек (1961)
- Отакар Трглик (1962—1968)
- Людовит Райтер (1968—1976)
- Ондрей Ленард (1977—1990)
- Роберт Станковский (1992—2001)
- Чарльз Оливьери-Монро (2001—2003)
- Оливер фон Донаньи (2006—2007)
- Марио Кошик (с 2007 г.)